# Everdale
 (janvier 2023).
Améliorez-le ou discutez des points à vérifier. 
Everdale est un jeu vidéo mobile de gestion de village multijoueur, développé d'abord par le studio finlandais Supercell, puis repris en main par le studio Metacore à partir de 2023. Le jeu est également édité par Supercell. Il sort le 23 août 2021 en soft launch sur iOS et sur Android au Canada, au Royaume-Uni, dans les pays nordiques, en Australie, en Nouvelle-Zélande, à Singapour, à Hong Kong, aux Philippines et en Malaisie.
Le jeu n'atteint cependant pas la phase de mise sur le marché par Supercell à la date prévue ; l'arrêt du développement est officiellement annoncée le 3 octobre 2022, et les serveurs ferment leurs portes le 31 octobre de la même année.
A la fin du mois de janvier 2023, une nouvelle équipe de développement est annoncée. Il s'agit de Metacore. D'après l'entreprise, le jeu sera recréé depuis le début tout en gardant les principes de base et une partie de la direction artistique.
Le jeu est indisponible dans certains pays. La date de lancement dans les pays concernés est encore inconnue.

## Système de jeu
Everdale est un jeu de gestion de village et de stratégie en ligne multijoueur. Le jeu possède des graphismes poussés, caractéristique fréquente des productions Supercell.
Afin d'accéder à des bâtiments de plus en plus avancés, le joueur doit rechercher de nouvelles technologies. Faire de nouvelles recherches permet de déverrouiller de nouveaux types de bâtiments ainsi que d'obtenir des ressources. C'est ainsi que le joueur s'assure de la prospérité de son village et de sa progression.

### Économie
Adaptant un modèle économique freemium, le joueur a la possibilité d'acheter des gemmes et des pièces, monnaies internes au jeu, avec de l'argent réel pour développer son village plus rapidement ou pour acheter de nouveaux revêtements pour le village dans la boutique. Cependant, ce modèle n'est pas obligatoire pour progresser dans le jeu ; les pièces peuvent aussi être obtenues dans certains coffres, tandis que les gemmes se trouvent dans les coffres obtenus à chaque passage de niveau.

### Fonctionnement des Vallées
Dans Everdale, les Vallées sont des groupes de joueurs, semblables aux clans de certaines productions Supercell, et constituent la base des interactions en multijoueur.
Chaque Vallée peut comporter jusqu'à 10 joueurs. Les quatre premiers joueurs du clan ont la possibilité de se faire élire Elder (chef), les trois premiers y compris le chef pourront redemander une élection durant laquelle tous les villageois peuvent voter. La Vallée progresse grâce aux joueurs qui contribuent à la recherche de nouveaux bâtiments collectifs et donnent des matériaux pour construire ces bâtiments. Dans Everdale, le joueur peut échanger trois « cadeaux » avec les membres de sa vallée chaque jour, ils contiennent des ressources telles que du bois et de la pierre, et offrent donc un véritable intérêt stratégique au jeu en multijoueur.